# Majda Mehmedović
Majda Mehmedović (Bar, 25 de maio de 1990) é uma handebolista profissional montenegrina, medalhista olímpica.
Majda Mehmedović fez parte do elenco da medalha de prata inédita da equipe montenegrina, em Londres 2012.